# Cosmodes
Cosmodes là một chi bướm đêm thuộc họ Noctuidae.

## Các loài
- Cosmodes elegans (Donovan, 1805)